# 汇丰银行职员公寓旧址
汇丰银行职员公寓旧址位于中国福建省厦门市鼓浪屿，是全国重点文物保护单位鼓浪屿近代建筑群的子项目之一。
汇丰银行职员公寓为二层砖混结构建筑，坐东北朝西南，是受早期现代建筑风格影响的外廊式建筑，建筑立面丰富，外墙采用清水红砖墙英式砌法，砖色深浅结合。